# 2669 Шостакович
2669 Шостакович (2669 Shostakovich) — астероїд головного поясу, відкритий 16 грудня 1976 року.
Тіссеранів параметр щодо Юпітера — 3,285.